# 偽造文書
偽造文書（ぎぞうぶんしょ）とは、作成者と主張される者が実際には作成していない文書をいう。
対立概念は、「作成者と主張される者が実際に作成した文書」であり、真正文書（しんせいぶんしょ）という。
史学においては、偽書という用語も用いられる。

## 解説
文書の存在意義は、「誰が何を考えていたのか、他人にも分かるように記録する」ことにあるから、その記録内容が誰の思考なのかを確定できなければ、その文書の存在意義は著しく減少する。そのため、史学や、訴訟等の法的手続では、文書が真正文書か偽造文書かは重要な問題となる。
「作成者と主張される者」は、文書自身に表示されている場合（顕名文書）もあれば、文書自身には表示されていない場合（匿名文書）もある。「作成者と主張される者」が、関係者ごとに異なる場合があるし、顕名文書か匿名文書かも、関係者ごとに異なる場合がある。
「作成者と主張される者」が関係者ごとに異なるのは、次のような場合である。例えば、「借用証」と題する文書に「借主　甲野太郎」との署名があったとする。そして、この文書の所持者である乙野花子が原告となり、甲野太郎を被告として貸金の返還を請求する訴訟を提起したとしよう。そして、花子が借用証の記載どおりの貸金があるから太郎には返済義務があると主張したのに対して、太郎は「借用証」に署名をしたことも見たこともないと主張したとしよう。この場合、花子の主張によれば、「借用証」は太郎が実際に作成した真正文書であるが、太郎の主張によれば、「借用証」は太郎が実際には作成していない偽造文書ということになる。
顕名文書か匿名文書かが関係者ごとに異なるのは、次のような場合である。例えば、『家畜人ヤプー』と題する書籍では、「沼正三」が著者を自称しているが、「沼正三」を実在の人物と理解する者にとっては「家畜人ヤプー」は顕名文書であり、「沼正三」を身元不明者の変名と理解する者にとっては「家畜人ヤプー」は匿名文書である。もっとも、「沼正三」が何者の変名かを知っている者にとっては「家畜人ヤプー」は顕名文書といえる。
近代的訴訟制度が施行されている法域では、偽造の疑いのある文書は証拠能力を認められないのが原則である（日本民事訴訟法228条1項、韓国民事訴訟法328条、ドイツ民事訴訟法439条1項、合衆国連邦証拠規則9条規則901(b)(8)(A)など）。その意味するところは、裁判官は、出処の明らかでない文書に基づいて事実を認定してはならない、ということである。したがって、匿名文書は、訴訟において証拠としての意味を持たない。このことが、対外的に用いられる文書には署名や押印が要求されるという慣習の背景にある。
代書や口述筆記の作成者は、代書や筆記をさせた者か、代書や筆記をした者かという問題は、法学、とりわけ日本やドイツの刑法学における基本的論争の一つである。「させた者が作成者である」という説を観念説、「した者が作成者である」という説を事実説というが、観念説が通説とされている。日本やドイツの法制度では、作成名義を偽る行為（有形偽造）が処罰対象であり、作成名義を偽ってはいないが内容虚偽の文書を作成する行為（無形偽造）は原則として処罰されないことから、このような議論が必要とされる。
どのような偽造文書をどの程度の厳しさをもって取り締まるかは、国、地域や時代ごとに様々であるが、権力者の名義を冒用（ぼうよう。勝手に用いること）行為や通貨もしくはその類似物を偽造する行為を厳しく処罰するのは、どこでもいつでも共通の傾向である。